# Carlos Rigoberto Morris McPherson
Carlos Rigoberto “Rigo” Morris McPherson es uno de los más grandes atletas que ha dado Costa Rica. Desde su más pequeña infancia se dedicó a practicar diferentes deportes que lo hicieron desarrollar habilidades para ser sobresaliente en todas las disciplinas que practicó. Su nombre es sinónimo de deporte, porque cuando no estaba jugando, estaba enseñando a jugar o viendo partidos por la televisión. Vivía para el deporte y jugaba incluso lesionado. Siempre fue campeón o subcampeón con los equipos con los cuales jugó. Para él no bastaba con participar, había que ganar siempre, aunque respetando al rival en todo momento. Era sumamente disciplinado y se exigía al máximo en cada partido.
Es considerado uno de los tres mejores jugadores de baloncesto de la historia de Costa Rica, junto con Eddy Bermúdez y José Miller.
Supo transmitir a sus alumnos no solamente el amor al deporte sino valores como personas y a ser siempre buenos ciudadanos.
En su etapa como entrenador llevó a sus equipos a obtener campeonatos, basados en una disciplina férrea y en la enseñanza de los fundamentos de cada deporte que dirigió.
Lo que distingue a Rigoberto Morris es que no solo practicó deportes muy distintos entre sí, sino que fue llegó a ser campeón en todos ellos, recibiendo el reconocimiento como mejor jugador en todas las disciplinas que practicó.
Ingresó a la Galería Costarricense del Deporte en diciembre de 2001, promovido por la Federación Costarricense de Baloncesto (FECOBA).

## Familia
Nació el 3 de noviembre de 1944, en la ciudad de Limón, en el Caribe de Costa Rica. Sus padres fueron Samuel Leopoldo Morris Lawrence y Sada Alsina McPherson Silver. Sus hermanos fueron Ronald (Junior), Dorothy y Hernán.
En febrero de 1983 contrajo matrimonio con Gilda Aburto, con quien procreó un hijo, Rigoberto Morris Aburto, en 1986. El matrimonio se separó en 1989.
Morris era un ávido lector y una enciclopedia ambulante, hablaba sobre cualquier tema y era el eje de las conversaciones y reuniones de grupo, siempre con algo qué decir.
Tanto le gustaba hacer deporte, que podía pasar largas horas en el campo, jugando o dirigiendo, al punto que el sol le hacía ampollas en la cara y los brazos.

## Estudios
Inició sus estudios primarios en la escuela de Bataán, Limón, donde vivía con sus padres y hermanos y terminó la primaria en la Escuela República de Nicaragua, en Barrio Luján, San José, cuando la familia se trasladó a residir cerca de Plaza Víquez.
Sus estudios secundarios los realizó en el Liceo de Costa Rica, de donde se graduó de bachiller en el año 1963.
Entró a la Universidad de Costa Rica a estudiar Derecho, y empezó a trabajar al mismo tiempo para el Poder Judicial como escribiente.
Dadas sus extraordinarias cualidades para el deporte, recibió una beca para estudiar en el Whittier College, en California, donde se graduó en Administración de Empresas. Estando en esa universidad, integró los equipos de baloncesto, béisbol, fútbol (soccer), fútbol americano, lucha grecorromana, pista y campo y tenis de mesa, siendo el capitán de este último equipo. Dado su extraordinario desempeño en las distintas disciplinas que practicó y los buenos resultados académicos, el Whittier College le otorgó un Life Pass (Pase de por vida) a Morris.
De regreso en Costa Rica, practicó el baloncesto y el béisbol al mismo tiempo, llegando a ser campeón en ambas disciplinas.
En 1983 ingresó al Instituto Centroamericano de Administración de Empresas, (INCAE), en la sede de Nicaragua, donde obtuvo una Maestría en Administración de Empresas.
Desde niño, Rigoberto detestaba la lluvia, porque significaba que tenía que interrumpir la práctica deportiva.
Siendo un adolescente, para mejorar su tiro en el baloncesto, se iba desde madrugada con su amigo y compañero de colegio León Cortés a la cancha de Plaza González Víquez, cerca de su casa, y tomaban turnos alumbrándose con un foco para practicar los encestes.

## Trayectoria deportiva

### Atletismo
Siendo todavía estudiante del Liceo de Costa Rica, estableció un nuevo récord al ganar un Campeonato Centroamericano de Salto de altura, en la ciudad de Guatemala.
En 1962, aún en el colegio, integró la selección nacional de atletismo y fue declarado Atleta del Año.
Durante sus años de estudio en el Whittier College, en California, Estados Unidos, Morris obtuvo medallas por la disciplina de Salto Triple, en la cual batió sus propios récords.

### Baloncesto
En 1962 su equipo del Liceo de Costa Rica ganó el campeonato nacional de baloncesto colegial.
En 1963 se incorporó al equipo de baloncesto del Colegio Los Ángeles, dirigido por el entrenador René Álvarez, con el que ganó el campeonato nacional de primera división en 1964.
En septiembre de 1967 recibió una mención de honor como árbitro oficial del Campeonato Nacional de Baloncesto, en ligas menores.
En 1969 y 1970, su equipo de baloncesto, los Poets, del Whittier College, ganó el Campeonato del Distrito 3 del National Association of Intercollegiate Athletics (NAIA), que incluye los Estados de California, Nevada y Hawái.
En agosto de 1970 participó en una gira de su equipo de baloncesto Poets, del Whittier College por cinco países de Centro y Sur América, al mando del entrenador ecuatoriano Iván Guevara.
A mediados de los años 70’s, integró el equipo de los Globe Trotters (Trotamundos de Harlem), en una gira que hicieron por América Latina.
En baloncesto, formó parte de los equipos de la Universidad de Costa Rica, Angeles, Seminario y Liceo de Costa Rica.
Con el equipo Seminario obtuvo los campeonatos consecutivos en 1975, 1976, 1977 y 1978.
En 1975 fue nombrado Mejor Jugador del Campeonato, del torneo de baloncesto mayor.
En 1976 ganó el campeonato nacional de baloncesto con el equipo Seminario, con el que participó en el Primer Campeonato Centroamericano de Campeones de Baloncesto, quedando campeones de ese torneo y Rigoberto recibió la distinción de Mejor Jugador del Torneo. Fue descrito por la prensa de Nicaragua como “un formidable jugador costarricense, as de la finta y una autoridad en el dribbling”.
El veterano periodista deportivo nicaragüense, Edgard Tijerino, dijo de Morris durante ese torneo que “Guiado por la inspiración, el oportunismo, la velocidad, el talento y la ductilidad de ese ‘diablo’ que es Rigoberto Morris, el seminario se despidió de nuestro público… Destaca con luz propia el demonio moreno Rigoberto Morris. Ver jugar a Morris hace del precio de la entrada una ganga. Verlo desplazarse como un fantasma, dejando como postes a los marcadores rivales, y luego levantarse del piso en el ‘jump’ electrizante para terminar ensartando el balón en el cesto, es un regalo a los ojos en plumaje multicolor y con una moña de grandeza al portador. Juega al baloncesto como cada fanático se imagina que él lo haría de estar en sus tenis. En estos dos juegos dejó su huella luminosa en la cancha del Podideportivo España”.
En los II Juegos Centroamericanos, realizados en San Salvador, del 25 de noviembre al 4 de diciembre de 1977, con la participación de Rigoberto Morris, la selección masculina de baloncesto de Costa Rica obtuvo la medalla de plata.
Morris fue un perfeccionista que no se contentaba con competir. Él tenía que ganar siempre. Tenía un excelente dominio del balón, era un “mago” que hacía “desaparecer la pelota”.
El periodista Gaetano Pandolfo dice de Morris que “fue un baloncestista fenomenal, espectacular en sus funciones de distribuidor, hizo grandes a todos los equipos con los que jugó y ganó títulos de copa y campeonatos, entre ellos, con Seminario, Reyco y Liceo de Costa Rica. Era imprescindible en la Selección Nacional. Basquetbolista talentoso, inteligente, pleno dominador del balón y los tiempos, pasador insigne y efectivo lanzador de media distancia. Pocas veces hemos conocido un profesional de su calibre. Creaba locuras, malabares y fantasías en el rectángulo que extasiaban a los espectadores y ni se inmutaba. Rigoberto Morris fue rey y soberano de muchos deportes”.
Una lesión en la rodilla lo obligó a retirarse de su deporte favorito en 1983.
La Federación Costarricense de Baloncesto le dedicó el torneo de clausura del año 2001.

### Béisbol
Morris empezó a practicar el béisbol en 1950, en la división infantil de los equipos Soto López, Indios y Cónclave. Posteriormente integró los equipos M-27, FERTICA, Glidden, Air Florida, Black and Decker, Ludeja, Datsun 120Y y CEQSA.
Fue nombrado Novato del Año en su primer año en el béisbol mayor, por el Círculo de Cronistas y Locutores Deportivos de Costa Rica.
1963 y 1964 Campeón Nacional con Atlético Soto López.
1965 y 1966 Campeón Nacional de béisbol mayor con M-27.
1967 Subcampeón Nacional con M-27.
1968 Campeón Nacional con Ludeja.
1969 Subcampeón Nacional con Glidden.
Rigoberto Morris es el único costarricense en obtener un campeonato centroamericano de bateo en béisbol mayor, en el II Campeonato de Béisbol de Aficionados de Centroamérica y Panamá, celebrado en Nicaragua en 1969.
1974 Campeón Nacional con Glidden. Declarado el Mejor Segunda Base del Campeonato.
1975 y 1976 Subcampeón Nacional con FERTICA.
1978 Campeón Nacional con FERTICA.
1979 Campeón Nacional con Datsun 120Y.
1981 Subcampeón Nacional con Black and Decker.
1982 Campeón Nacional con CEQSA. Aunque generalmente jugaba segunda base y short stop en béisbol, en 1982, cuando el lanzador del equipo se lesionó, él asumió la lomita y al final del torneo obtuvo el reconocimiento como pitcher del año, con el equipo CEQSA.
1983 y 1984 Subcampeón Nacional con CEQSA.
Se retiró como jugador activo en 1984.
Como fildeador era excelente, un fuera de serie, muy habilidoso. Su alegría era constante en el campo de juego.
El Campeonato Mayor de Béisbol de 2001-2002 fue dedicado a Morris.

### Futbol
Durante su estadía en el Whittier College, Rigoberto Morris integró el equipo de fútbol soccer de la institución, como Centro Delantero.
En 1971 fue escogido como uno de los mejores jugadores de la liga Southern California Independent Association of Colleges (SCIAC).
Cuando concluyó sus estudios en el Whittier College, en California, se mudó a Nueva York con su familia y por un tiempo jugó en una liga italiana de fútbol en ese Estado.

### Labor como entrenador
Trabajó como entrenador en el Colegio La Salle de Costa Rica dándole varios campeonatos en torneos nacionales e internacionales, dirigiendo a los equipos de baloncesto, béisbol y softball femenino. Algunos de los jugadores que Morris formó lograron ascender a la primera división e incluso jugar en las ligas mayores de Estados Unidos.
En 1976 y 1977 obtuvo el campeonato nacional intercolegial de baloncesto, dirigiendo al Colegio La Salle.
Por mediación de Rigoberto Morris, el Colegio La Salle trajo al país la primera máquina de lanzar pelotas de béisbol, para el entrenamiento de los jugadores.
En 1977, dirigió al equipo de béisbol del Colegio La Salle en el Décimo Torneo de la Amistad, celebrado en la Zona del Canal, en Panamá, donde Minnor Pino quedó como campeón lanzador y Rafael Zapata como campeón bateador.
En 1977, los equipos de béisbol de La Salle, en las categorías, de Mosco varones, Infantil varones, Juvenil varones y Softball femenino obtuvieron los campeonatos nacionales, todos dirigidos por Morris.
En 1977 llevó al equipo de Softball femenino de La Salle al campeonato de Copa y a Campeonato Intercolegial. La lanzadora María Soledad “Milá” Llobet, lanzó un juego sin hits ni carreras.
Debutó como entrenador de baloncesto dirigiendo al equipo Publicidad Latina.
En 1982 dirigió al equipo de baloncesto del Colegio de Médicos, que quedó campeón en los Juegos Interprofesionales.
En 1986, dirigió al equipo Unión Cartaginesa UCA-MUCAP de baloncesto, dándole a la Provincia de Cartago su primer campeonato de baloncesto de la historia.
En 1989 obtuvo el Campeonato Nacional de Baloncesto dirigiendo al equipo del Liceo de Costa Rica.
Dirigió a la selección nacional de baloncesto de Costa Rica y obtuvo el Primer Campeonato Centroamericano de Baloncesto para el país en 1997. Por este logro fue declarado entrenador del año.
También dirigió a la selección nacional de baloncesto en el Torneo William Jones, celebrado en Taiwán en 1998.
Fue un gran maestro que se caracterizó por su don de gente, siempre muy respetuoso. Fue un caballero y un verdadero profesional como entrenador, que imponía la disciplina ante todo.
Siempre se preocupó por inculcar a los jugadores los fundamentos de los deportes que enseñaba.

## Trayectoria como empresario
Luego de obtener el Posgrado en Administración de Empresas, en el Instituto Centroamericano de Administración de Empresas, Rigoberto Morris trabajó como Gerente de Ventas y Mercadeo de Distribuidora Diana. También trabajó como Gerente de Ventas en Romanas Ballar y en MERCASA. Estableció un negocio propio de venta de artículos deportivos y un video club.

## Enfermedad y muerte
A mediados del año 2000 Morris se quejaba de fuertes dolores de estómago e intolerancia a los alimentos. Empezó a comer menos y en diciembre de ese año partió a Nueva York para descansar con su familia y recuperarse de lo que creía era alguna molestia pasajera. Pero su salud empeoró en Estados Unidos y se le diagnosticó un cáncer de páncreas. El luchó contra la enfermedad que lo venció el 22 de mayo de 2001, falleciendo en el Hospital Albert Einstein, del Bronx, Nueva York. Sus restos fueron cremados y trasladados a Costa Rica por su hermana Dorothy. Sus cenizas reposan en el cementerio de su querido Limón.